# 박신자컵 서머리그
박신자컵 서머리그는 2015년부터 시작된 한국여자농구연맹 주관의 컵대회로, 한국여자프로농구의 비시즌 이벤트성 농구 대회이다. 비슷한 성격의 대회로 WKBL 퓨처스리그나 WKBL 3X3 트리플잼이 있다.

## 개요
박신자컵 서머리그는 1967년 제5회 체코 세계여자농구선수권대회에서 역대 최고 성적인 준우승을 차지하며 동양인 최초로 최우수선수(MVP)로 선정된 뒤 세계여자농구 명예의 전당에 헌액된 박신자 여사의 업적을 기념하는 대회로, 첫 대회에서는 주인공 박신자 여사가 개회식에 참석하여 시구를 하였다.
대회는 비시즌 훈련 기간 동안 프로 유망주들의 기량 향상을 꾀하고 실전 경험을 쌓는 기회를 제공해 ‘제2의 박신자’를 발굴하는 것을 취지로 하여 국가대표급 선수들을 로스터에서 제외하고 있다. 하지만. 신인 선수들에게만 국한되지 않고 그동안 벤치를 지켜야만 했던 비주전 선수들도 주축이 되고 있어, 2군 선수들이 출전하는 WKBL 퓨처스리그와 비슷한 성격으로 운영되고 있다. 엔트리는 각 팀 선수들 중 만 30세 이상의 베테랑 선수 3명을 제외한 채 구성해야 하며 만 30세 이상이 3명 미만인 경우에는 주전급 선수 등 구단이 지정하는 선수들을 제외해 유망주들의 출전 시간을 보장해야 한다. 대회에 출전하지 않는 선수들은 대부분 전현직 국가대표 선수들로 리그를 대표하는 선수들이다. 각 팀 감독은 코칭스태프의 지도 능력 향상을 위해 WKBL 퓨처스리그와 마찬가지로 코치 중 1명이 맡아야 한다.
대회의 개최시기는 여름기간 동안인 7~8월이다. 대회의 우승 상금은 1천만 원이며, MVP를 수상하는 선수에게는 2백만 원의 상금이 주어진다. 한국여자농구연맹은 박신자컵 기간 동안 선수 인권, 부정 방지 등 선수단과 구단 프런트를 대상으로 하는 교육도 진행한다.

## 참가팀 및 팀 구성

### 참가팀
- 한국여자프로농구 6개 팀
- 초청팀

### 팀 구성
- 감독 : 각 구단 코치 중 1명
- 선수 : 각 팀 선수 중 만 30세 이상 배테랑 선수 3명 제외 (30세 이상 선수 3명 초과일 경우 30세 이상의 선수 중 팀에서 3명 자유지명 / 30세 이상 선수 3명 미만일 경우 30세 이상 자동 지명 후 잔여인원 팀에서 자유 지명)

## 경기 방식
박신자컵 서머리그는 현재 리그 앤 토너먼트 방식으로 치러지고 있다. 2016년, 2017년, 2018년에만 한국여자프로농구 6개 팀이 참가, 풀리그 방식으로 치러졌다. 여자프로농구 6개 팀 외에 초청 팀(2019년부터 실업팀, 대학선발팀, U-19 국가대표팀, 해외팀 등도 초청 팀 자격으로 참가하고 있다)도 참가하고 있는 현재의 리그 앤 토너먼트 방식에서는 A조와 B조 등 2개 조로 나뉘어 풀리그로 맞붙으며 각 조별 상위 2팀이 본선 진출(팀 성적이 같을 경우 승자승 원칙을 따르며, 3팀 이상이 동률을 이루면 동률 팀 간의 대결에서의 승리 수와 득실률을 통해 최종 순위를 결정한다),  4강 토너먼트 및 단판 순위 결정전을 통해 우승팀을 가린다.

### 예선전 순위 결정
- 예선전 결과 팀의 순위는 이긴 수가 많은 팀이 상위로 결정된다. 다만, 순위 결정에 있어 세 팀의 이긴 수가 같을 경우, 다음 각 호의 순으로 순위를 결정한다.
- 세 팀간의 총 득점과 총 실점을 기준으로 득실률을 따져 득실률이 좋은 팀이 상위팀이 된다.
- 만약 전 호의 내용에도 두 팀 이상의 득실률이 같을 경우 다득점 팀이 상위팀이 된다.

### 경기 규칙 및 사용구
- 경기 규칙 : WKBL 경기 규칙

- 사용구 : 스타스포츠 WKBL 게임볼

### 유니폼
- 홈팀은 밝은색, 원정팀은 어두운색 유니폼을 착용토록 한다. 그러나 양팀이 합의하는 경우에는 두 팀이 유니폼 색깔을 바꾸어 착용할 수 있다.

- 선수번호는 1번에서 99번까지 모든 번호와 "0" 그리고 "00"번을 사용할 수 있다. 그러나 같은 팀 내에서 "0"번과 "00"번을 동시에 사용할 수 없다.

### 몰수패 처리
경기가 어느 팀 일방의 책임으로 인한 사유로 경기의 개최 불능 또는 경기 중지가 되었을 경우, 해당 팀에 대하여 0대 20으로 패전 처리할 수 있다.

### 선수명단제출
경기 출전 팀은 경기 20분 전에 출전선수 명단을 기록석에 제출하여야 한다.

### 대회 심판 및 경기요원
WKBL 심판 및 경기요원 배정

## 역대 대회 타이틀 스폰서 및 대회명
| 구분        | 타이틀 스폰서 | 대회명                       |
| ----------- | ------------- | ---------------------------- |
| 2021        | 삼성생명      | 삼성생명 박신자컵 서머리그   |
| 2020, 2024  | 우리은행      | 우리은행 박신자컵 서머리그   |
| 2019, 2022  | KB국민은행    | KB국민은행 박신자컵 서머리그 |
| 2015 ~ 2018 | 우리은행      | 우리은행 박신자컵 서머리그   |

## 역대 대회 상금
| 구분        | 우승        | MVP        |
| ----------- | ----------- | ---------- |
| 2019 ~ 2021 | \10,000,000 | \2,000,000 |
| 2015 ~ 2018 | \5,000,000  | \1,000,000 |

## 역대 우승팀 및 MVP
| 구분   | 개최지 | 대회장소         | 대회일정          | 참가팀                          | 결승전          | 결승전           | 결승전   | MVP                             |
| 구분   | 개최지 | 대회장소         | 대회일정          | 참가팀                          | 우승            | 점수             | 준우승   | MVP                             |
| ------ | ------ | ---------------- | ----------------- | ------------------------------- | --------------- | ---------------- | -------- | ------------------------------- |
| 2023년 | 청주   | 청주체육관       | 8월 26일~9월 3일  | WKBL 6개구단                    | 도요타 안텔롭스 | 72-65            | 우리은행 | 야스마 시오리 (도요타 안텔롭스) |
| 2023년 | 청주   | 청주체육관       | 8월 26일~9월 3일  | 도요타 안텔롭스                 | 도요타 안텔롭스 | 72-65            | 우리은행 | 야스마 시오리 (도요타 안텔롭스) |
| 2023년 | 청주   | 청주체육관       | 8월 26일~9월 3일  | 벤디고 스피릿                   | 도요타 안텔롭스 | 72-65            | 우리은행 | 야스마 시오리 (도요타 안텔롭스) |
| 2023년 | 청주   | 청주체육관       | 8월 26일~9월 3일  | 에네오스 선플라워즈             | 도요타 안텔롭스 | 72-65            | 우리은행 | 야스마 시오리 (도요타 안텔롭스) |
| 2023년 | 청주   | 청주체육관       | 8월 26일~9월 3일  | 필리핀 여자농구 국가대표팀      | 도요타 안텔롭스 | 72-65            | 우리은행 | 야스마 시오리 (도요타 안텔롭스) |
| 2022년 | 청주   | 청주체육관       | 8월 26일~8월 31일 | WKBL 6개구단                    | 삼성생명        | 80-51            | 우리은행 | 이해란 (삼성생명)               |
| 2022년 | 청주   | 청주체육관       | 8월 26일~8월 31일 | 대만 케세이라이프               | 삼성생명        | 80-51            | 우리은행 | 이해란 (삼성생명)               |
| 2022년 | 청주   | 청주체육관       | 8월 26일~8월 31일 | 대한민국농구협회 소속 U18대표팀 | 삼성생명        | 80-51            | 우리은행 | 이해란 (삼성생명)               |
| 2022년 | 청주   | 청주체육관       | 8월 26일~8월 31일 | 한국실업농구연맹 소속 대학선발  | 삼성생명        | 80-51            | 우리은행 | 이해란 (삼성생명)               |
| 2021년 | 통영   | 통영체육관       | 7월 11일~7월 16일 | WKBL 6개구단                    | KB스타즈        | 71–66            | 하나원큐 | 김소담 (KB스타즈)               |
| 2021년 | 통영   | 통영체육관       | 7월 11일~7월 16일 | 대한민국농구협회 소속 U19대표팀 | KB스타즈        | 71–66            | 하나원큐 | 김소담 (KB스타즈)               |
| 2021년 | 통영   | 통영체육관       | 7월 11일~7월 16일 | 한국실업농구연맹 소속 대학선발  | KB스타즈        | 71–66            | 하나원큐 | 김소담 (KB스타즈)               |
| 2020년 | 청주   | 청주체육관       | 8월 16일~8월 21일 | WKBL 6개구단                    | 하나원큐        | 78–65            | 삼성생명 | 강계리 (하나원큐)               |
| 2020년 | 청주   | 청주체육관       | 8월 16일~8월 21일 | 한국실업농구연맹 소속 대구시청  | 하나원큐        | 78–65            | 삼성생명 | 강계리 (하나원큐)               |
| 2020년 | 청주   | 청주체육관       | 8월 16일~8월 21일 | 한국실업농구연맹 소속 대학선발  | 하나원큐        | 78–65            | 삼성생명 | 강계리 (하나원큐)               |
| 2019년 | 속초   | 속초실내체육관   | 8월 24일~8월 31일 | WKBL 6개구단                    | KEB하나은행     | 89–87 (2차 연장) | BNK 썸   | 고아라 (KEB하나은행)            |
| 2019년 | 속초   | 속초실내체육관   | 8월 24일~8월 31일 | 해외팀 1팀 (인도네시아 대표팀)  | KEB하나은행     | 89–87 (2차 연장) | BNK 썸   | 고아라 (KEB하나은행)            |
| 2019년 | 속초   | 속초실내체육관   | 8월 24일~8월 31일 | 실업팀 1팀 (김천시청)           | KEB하나은행     | 89–87 (2차 연장) | BNK 썸   | 고아라 (KEB하나은행)            |
| 2019년 | 속초   | 속초실내체육관   | 8월 24일~8월 31일 | 대학팀 1팀 (대학선발)           | KEB하나은행     | 89–87 (2차 연장) | BNK 썸   | 고아라 (KEB하나은행)            |
| 2018년 | 수원   | 서수원칠보체육관 | 8월 27일~9월 1일  | WKBL 6개구단                    | KEB하나은행     | 리그전           | KDB생명  | 김단비 (KEB하나은행)            |
| 2018년 | 수원   | 보훈재활체육센터 | 8월 27일~9월 1일  | WKBL 6개구단                    | KEB하나은행     | 리그전           | KDB생명  | 김단비 (KEB하나은행)            |
| 2017년 | 속초   | 속초실내체육관   | 8월 21일~8월 26일 | WKBL 6개구단                    | KDB생명         | 리그전           | KB스타즈 | 노현지 (KDB생명)                |
| 2016년 | 아산   | 아산이순신체육관 | 7월 12일~7월 17일 | WKBL 6개구단                    | KB스타즈        | 리그전           | KDB생명  | 심성영 (KB스타즈)               |
| 2015년 | 속초   | 속초실내체육관   | 7월 6일~7월 10일  | WKBL 6개구단                    | KDB생명         | 69-62            | KB스타즈 | 최원선 (KDB생명)                |

### ※ 팀 우승 횟수
| 팀                     | 우승 | 우승 연도        |
| ---------------------- | ---- | ---------------- |
| 부천 하나원큐          | 3    | 2018, 2019, 2020 |
| 구리 KDB생명 위너스    | 2    | 2015, 2017       |
| 청주 KB 스타즈         | 2    | 2016, 2021       |
| 용인 삼성생명 블루밍스 | 1    | 2022             |

## 역대 한 경기 선수 최다기록
| 구분                         | 대회명                            | 날짜 및 장소                | 기록                      | 내용                           |
| ---------------------------- | --------------------------------- | --------------------------- | ------------------------- | ------------------------------ |
| 한 경기 선수 최다 득점       | 2021 삼성생명 박신자컵 서머리그   | 2021.07.12 통영체육관       | 이다연(신한은행) 41득점   | 신한은행(78) : U19대표팀(82)   |
| 한 경기 선수 최다 득점       | 2019 KB국민은행 박신자컵 서머리그 | 2019.08.30 속초실내체육관   | 루이스(인도네시아) 41득점 | 인도네시아(91) : 신한은행(72)  |
| 한 경기 선수 최다 3점슛 성공 | 2016 우리은행 박신자컵 서머리그   | 2016.07.15 아산이순신체육관 | 심성영(KB스타즈) 10개     | KB스타즈(78) : KEB하나은행(63) |
| 한 경기 선수 최다 어시스트   | 2021 삼성생명 박신자컵 서머리그   | 2021.07.11 통영체육관       | 김진희(우리은행) 13개     | 우리은행(67) : U19대표팀(71)   |
| 한 경기 선수 최다 어시스트   | 2019 KB국민은행 박신자컵 서머리그 | 2019.08.31 속초 실내체육관  | 안혜지(BNK 썸) 13개       | BNK 썸(87) : KEB하나은행(89)   |
| 한 경기 선수 최다 리바운드   | 2020 우리은행 박신자컵 서머리그   | 2020.08.17 청주체육관       | 이주영(신한은행) 27개     | 대학선발(60) : 신한은행(93)    |
| 한 경기 선수 최다 블록       | 2021 삼성생명 박신자컵 서머리그   | 2021.07.15 통영체육관       | 이주영(우리은행) 6개      | 우리은행(76) : 대학선발(72)    |
| 한 경기 선수 최다 스틸       | 2021 삼성생명 박신자컵 서머리그   | 2021.07.13 통영체육관       | 정예림(하나원큐) 8개      | U19대표팀(55) : 하나원큐(83)   |

## 역대 한 경기 팀 최다기록
| 구분                         | 대회명                          | 날짜 및 장소                | 기록                               | 내용                           |
| ---------------------------- | ------------------------------- | --------------------------- | ---------------------------------- | ------------------------------ |
| 한 경기 팀 최다 득점         | 2021 삼성생명 박신자컵 서머리그 | 2021.07.13 통영체육관       | 삼성생명 108점                     | 대학선발(53) : 삼성생명(108)   |
| 한 경기 팀 최다 3점슛 성공   | 2016 우리은행 박신자컵 서머리그 | 2016.07.15 아산이순신체육관 | KB스타즈 14개                      | KB스타즈(78) : KEB하나은행(63) |
| 한 경기 팀 최고 3점슛 성공률 | 2015 우리은행 박신자컵 서머리그 | 2015.07.07 속초 실내체육관  | KB스타즈 52.63% (10개 성공 / 19개) | KB스타즈(68) : KDB생명(73)     |
| 한 경기 팀 최다 어시스트     | 2021 삼성생명 박신자컵 서머리그 | 2021.07.12 통영체육관       | 삼성생명 26개                      | 삼성생명(84) : BNK 썸(69)      |
| 한 경기 팀 최다 리바운드     | 2020 우리은행 박신자컵 서머리그 | 2020.08.16 청주체육관       | 삼성생명 66개                      | 삼성생명(106) : 대학선발(78)   |
| 한 경기 팀 최다 스틸         | 2016 우리은행 박신자컵 서머리그 | 2016.07.12 아산이순신체육관 | KB스타즈 19개                      | KB스타즈(75) : 신한은행(40)    |
| 한 경기 팀 최다 블록         | 2021 삼성생명 박신자컵 서머리그 | 2021.07.16 통영체육관       | 하나원큐 9개                       | 하나원큐(66) : KB스타즈(71)    |
| 한 경기 팀 최다 블록         | 2021 삼성생명 박신자컵 서머리그 | 2021.07.15 통영체육관       | 우리은행 9개                       | 우리은행(76) : 대학선발(72)    |
| 한 경기 팀 최다 블록         | 2021 삼성생명 박신자컵 서머리그 | 2021.07.14 통영체육관       | BNK 썸 9개                         | BNK 썸(90) : 대학선발(66)      |
| 한 경기 팀 최다 블록         | 2018 우리은행 박신자컵 서머리그 | 2018.08.31 보훈재활체육센터 | 삼성생명 9개                       | 신한은행(58) : 삼성생명(70)    |
| 한 경기 팀 최다 블록         | 2016 우리은행 박신자컵 서머리그 | 2016.07.13 아산이순신체육관 | KDB생명 9개                        | KDB생명(64) : 삼성생명(61)     |

## 같이 보기
- WKBL 퓨처스리그
- WKBL 3X3 트리플잼